# Puiseux-Pontoise
 Puiseux-Pontoise  es una población y comuna francesa, en la región de Isla de Francia, departamento de Valle del Oise, en el distrito de Pontoise y cantón de Cergy-Nord.

## Demografía
| 307 | 366 | 330 | 282 | 175 | 422 |
| Para los censos de 1962 a 1999 la población legal corresponde a la población sin duplicidades (Fuente: INSEE [Consultar]) |     |     |     |     |     |